# غدد صملاخية

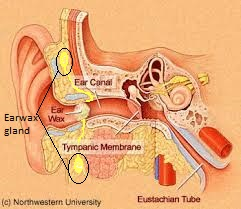

الغدد الصملاخية (Ceruminous glands) هي نوع متخصص من الغدد العرَقية (غدد العرَق) والتي تقع تحت الجلد في القناة السمعية الخارجية. تتميز الغدد الصملاخية بكونها غددًا بسيطةً وملتفة وأنبوبية. كما أنها تتكون من طبقةٍ من الخلايا الداخلية الإفرازية وأيضًا طبقة من الخلايا الخارجية الخلايا العضلية الظِّهَارِيّة. تقوم هذه الغدد بالنزح إلى قنواتٍ أكبر، والتي بدورها تنزح إلى الشعيرات الحامية التي تستقر في القناة السمعية الخارجية. وهنا تنتج الغدد مادة الصملاخ، أو شمع الأذن، وذلك عن طريق خلط إفراز مادة الصملاخ مع الزهم والخلايا الجلدية الميتة. يقوم الصملاخ بعدة وظائف هامة فهو يساعد على الحفاظ على مرونة طبلة الأذن، ويقوم بتشحيم وتنظيف القناة السمعية الخارجية، ويجعل القناة ضدّ الماء، ويقتل البكتيريا، كما أنه يقوم بوظيفة الحائل لحبس الجُسيمات الغريبة (الغُبار، الأبواغ الفطرية، إلخ.) عن طريق تغطية الشعيرات الحامية، وجعلها دبقَة.
وهذه الغُدد لديها القُدرة على التسبُب بظهور كلٍ من الورم الحميد والورم الخبيث. تشتمل الأورام الحميدة على الورم الغُدي الصملاخي، الورم الغُدي الصملاخي متعدد الأشكال، وأيضًا ورم الغدد العَرَقية الحُليمي الصملاخي. بينما تتضمن الأورام الخبيثة السرطان الغُدي الصملاخي والسرطان الغُدي الكيسي، بالإضافة إلى السرطان المُخاطي البشرَوي.

## وصلات خارجية
- }}http://www.anatomyatlases.org/MicroscopicAnatomy/Section07/Plate07142.shtml
- http://emedicine.medscape.com/article/1960501-overview